# Forschungszentrum für islamische Geschichte, Kunst und Kultur
Das Forschungszentrum für islamische Geschichte, Kunst und Kultur (türkisch İslâm Tarih, Sanat ve Kültür Araştırma Merkezi; englisch Research Centre for Islamic History, Art and Culture, kurz IRCICA) ist ein am 23. Mai 1982 gegründetes internationales Forschungszentrum in der türkischen Stadt Istanbul. Es hat seinen Sitz im Yıldız-Palast. Es handelt sich um eine Unterorganisation der Organisation der Islamischen Konferenz (OIC).

## Geschichte
1980 hatte es seine Aktivitäten aufgenommen. Sein langjähriger Direktor war Ekmeleddin İhsanoğlu (* 1943), der bis 2013 Generalsekretär der OIC war. Seit 2005 ist Halit Eren Direktor.
Die umfangreiche Bibliothek des IRCICA ist für die Öffentlichkeit zugänglich.

## Direktoren
- Ekmeleddin İhsanoğlu (1980–2005)
- Halit Eren (2005–)

## Publikationsreihen
- İslâm medeniyeti tarihi kaynak ve incelemeleri dizisi seri (seit 2002), 376877944 im GVK – Gemeinsamen Verbundkatalog
- Balkanlar'da Osmanlı vakıfları serisi (seit 2012), 777108410 im GVK – Gemeinsamen Verbundkatalog
- Silsilat siǧillāt maḥākim aš-šarʿīya (seit 2013), 789398605 im GVK – Gemeinsamen Verbundkatalog